# Мария Кленова
Мария Василева Кленова (на руски: Мария Васильевна Клёнова) е съветска геоложка и минераложка, една от основателките на изучаването на морската геология в СССР.

## Биография
Родена на 31 юли (12 август) 1898 г. в Иркутск, в семейството на работника Василий Дмитриевич, и фелдшерката Раиса Наумовна. От 1925 г. работи като старши изследовател в Института по океанология към Академията на науките на СССР.
През 1937 г. е избрана за професор в областта на морската геология и с решение на Висшата атестационна комисия от 11 май 1937 г. получава степен доктор по геология и минералогия, без да защитава дисертация. Въз основа на нейните изследвания, тя разработва метод за съставяне на географски карти на моретата. Според този метод и под нейното ръководство са съставен над 150 карти на Баренцово, Бяло, Каспийско и други морета.
По време на Втората световна война работи като началник на катедрата по морска геология на морската дивизия на Държавния хидрологичен институт ГУГМС КА. Под нейно ръководство са изработени около 200 специални карти и атласи за флота. Тя многократно пътува със Северната и Черноморската флотилия, където чете лекции на подводничари.
Участва в много морски експедиции на Академията на науките на СССР: в Каспийско море, в Арктика (Нова Земя, Шпицберген, Земя на Франц Йосиф) и участва в Първата съветска антарктическа експедиция. Тя изследва седиментните скали в реки, морета и океани и се счита за основател на руската морска геология.
През 1948 г. публикува първият учебник по морска геология. Прекарва четири дни на движещ се ледник, тя е първата жена на научната станция „Северен полюс-4“.
През 1960 г. публикува монография за геологията на Баренцово море. През 1975 г. – за геологията на Атлантическия океан.
Умира на 6 август 1976 г. в Москва.

## Научни публикации
Мария Кленова има над 250 научни публикации, по-известните са:
- Клёнова М. В. Геология моря как пограничная область между геологией и океанографией: Тезисы доклада // Международный геологический конгресс. 17 сессия. СССР. 1937: Труды. Т. 5. М.: ГНТИ нефтяной и горно-топливной литературы, 1940. С. 485 – 486.
- Клёнова М. В. Геология моря. М.: Учпедгиз, 1948. 495 с.
- Клёнова М. В. Редактор и статьи: Интеграция данных механического анализа. К вопросу о характере и значении мелкой фракции осадков // Работы по геологии моря. М.; Л.: Гидрометеоиздат, 1948. (Труды Государственного океанографического института и Главного управления гидрометеорологической службы; Вып. 5 (17)). 154 с.
- Клёнова М. В., Соловьев В. Ф., Арутюнова Н. М. и др. Современные осадки Каспийского моря. М.: Изд-во АН СССР, 1956. 303 с.
- Клёнова М. В. Грунтовые карты // Oceanologia et Limnologia Sinica. 1958. T. 1. № 1. P. 243 – 254.
- Клёнова М. В. Геология Баренцова моря. М.: Изд-во АН СССР, 1960. 367 с.
- Клёнова М. В., Соловьев В. Ф., Алексина И. А. и др. Геологическое строение подводного склона Каспийского моря. М.: Изд-во АН СССР, 1962. 638 с.
- Клёнова М. В. Осадки Арктического бассейна по материалам дрейфа л/п „Г. Седов“. М.: Изд-во Акад. наук СССР, 1962. 105 с.
- Клёнова М. В., Лавров В. М. Геология Атлантического океана. М.: Наука, 1975. 458 с.